# Oceanisch kampioenschap hockey 2009
De zesde editie van het Oceanisch kampioenschap hockey werd in 2009 gehouden in het Nieuw-Zeelandse Invercargill. De Australische mannen en Nieuw-Zeelandse vrouwen verdedigden met succes hun titel die tevens goed was voor plaatsing voor het wereldkampioenschap van 2010. In beide toernooien debuteerde Samoa.

## Mannen

### Groepsfase
| Team          | GS | W | G | V | DV | DT | DS  | Ptn |
| ------------- | -- | - | - | - | -- | -- | --- | --- |
| Australië     | 2  | 2 | 0 | 0 | 31 | 2  | +29 | 6   |
| Nieuw-Zeeland | 2  | 1 | 0 | 1 | 21 | 5  | +16 | 3   |
| Samoa         | 3  | 0 | 0 | 2 | 0  | 54 | -54 | 0   |

| 25 augustus 2009 |        |       |  |
| Australië        | 26 – 0 | Samoa |  |
|                  |        |       |  |

| 26 augustus 2009 |       |           |  |
| Nieuw-Zeeland    | 2 – 5 | Australië |  |
|                  |       |           |  |

| 27 augustus 2009 |        |       |  |
| Nieuw-Zeeland    | 19 – 0 | Samoa |  |
|                  |        |       |  |

### Finale
| 29 augustus 2009 |       |           |  |
| Nieuw-Zeeland    | 1 – 3 | Australië |  |
|                  |       |           |  |

### Eindrangschikking
| Rang   | Land          |
| ------ | ------------- |
| Goud   | Australië     |
| Zilver | Nieuw-Zeeland |
| Brons  | Samoa         |

## Vrouwen

### Groepsfase
| Team          | GS | W | G | V | DV | DT | DS  | Ptn |
| ------------- | -- | - | - | - | -- | -- | --- | --- |
| Australië     | 2  | 2 | 0 | 0 | 18 | 1  | +17 | 6   |
| Nieuw-Zeeland | 2  | 1 | 0 | 1 | 18 | 2  | +16 | 3   |
| Samoa         | 2  | 0 | 0 | 2 | 0  | 33 | -33 | 0   |

| 25 augustus 2009 |        |       |  |
| Australië        | 16 – 0 | Samoa |  |
|                  |        |       |  |

| 26 augustus 2009 |       |           |  |
| Nieuw-Zeeland    | 1 – 2 | Australië |  |
|                  |       |           |  |

| 27 augustus 2009 |        |       |  |
| Nieuw-Zeeland    | 17 – 0 | Samoa |  |
|                  |        |       |  |

### Finale
| 29 augustus 2009 |              |           |  |
| Nieuw-Zeeland    | 2 – 2 4-3 ns | Australië |  |
|                  |              |           |  |

### Eindrangschikking
| Rang   | Land          |
| ------ | ------------- |
| Goud   | Nieuw-Zeeland |
| Zilver | Australië     |
| Brons  | Samoa         |

Australië (m, v) & Nieuw-Zeeland (v) 1999 · 
Australië (m) & Nieuw-Zeeland (v) 2001 · 
Australië (m) & Nieuw-Zeeland (m, v) 2003 · 
Suva (m) & Australië (v) & Nieuw-Zeeland (v) 2005 · 
Buderim 2007 · 
Invercargill 2009 · 
Hobart 2011 · 
Stratford 2013 · 
Stratford 2015 · 
Sydney 2017 · 
Rockhampton 2019